# Natanael Gärde

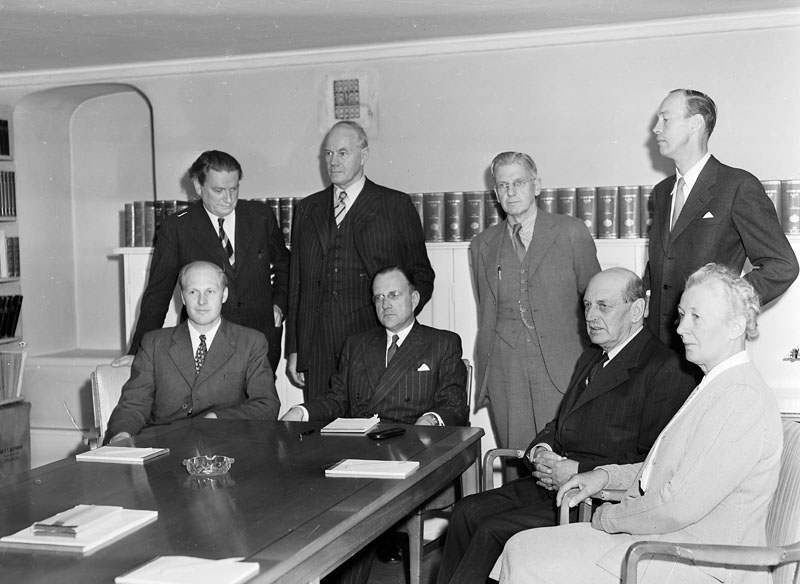
Natanael Gärde (andre sittande fr. h.) som ledamot av Kejnekommissionen, 1950.

Johannes Natanael Gärde, född 27 juli 1880 i Seglora, död 28 januari 1968 i Oscars församling i Stockholm, var en svensk jurist, ämbetsman och politiker (folkpartist).

## Biografi

### Juristkarriär
Gärde blev juris utriusque kandidat vid Uppsala universitet 1905. Efter tingstjänstgöring inträdde han samma år i Göta hovrätt, där han blev adjungerad ledamot 1910 och hovrättsråd 1915. Han var ordförande i kommittén för ändring av vattenlagen 1919–1920 samt tillförordnad vattenrättsdomare i Norrbygdens vattendomstol 1919–1921 och i Österbygdens vattendomstol 1921–1928. Han var regeringsråd 1928 och justitieråd 1929–1946. Han var vidare bland annat ordförande i processlagberedningen 1932–1944 (som utarbetade förslaget till ny rättegångsbalk, ordförande i tryckfrihetssakkunniga 1944–1947 (som lade fram förslaget till 1949 års tryckfrihetsförordning) samt ordförande i lagberedningen 1947–1960. År 1942 blev han juris hedersdoktor vid Uppsala universitet.

### Politisk karriär
Natanael Gärde var konsultativt statsråd i Carl Gustaf Ekmans första regering 1926–1928 och därefter justitieminister i Ekmans andra regering 1930–1932. Mellan 1938 och 1945 var han riksdagsledamot i första kammaren, där han bland annat var vice ordförande i första lagutskottet 1940 samt 1941–1945, ordförande i tredje särskilda utskottet 1940 och ordförande i första särskilda utskottet 1944. I riksdagen engagerade han sig bland annat i tryckfrihetsfrågor samt för kvinnors rätt till statlig anställning.

### Privatliv
Natanael Gärde var son till hemmansägaren Johannes Bengtsson (1844–1919) och Hedda, född Andersdotter (1851–1918). Han hade två äldre bröder, fastighetsdirektören Alfred Gärde (1874–1940) och civilingenjören och landshövdingen Bernhard Gärde (1877–1970).
Han gifte sig i Lidköping 1909 med Märta Brink (1884–1959). Tillsammans fick de fem barn: Margit Gärde (1910–1984), justitierådet Ingrid Gärde Widemar (1912–2009), Erland Gärde (1913–1967), bergsingenjören Gunnar Gärde (1914–2005) och advokaten Styrbjörn Gärde (1920–2007). Natanael Gärde är gravsatt på Fritsla kyrkogård.

## Priser och utmärkelser
- Kommendör med stora korset av Nordstjärneorden, 6 juni 1931 [4]
- Juris hedersdoktor vid Uppsala universitet, 30 maj 1942
- Illis quorum av 18:e storleken med kedja, 1948; för sitt arbete med nya rättegångsbalken
- Kommendör med kraschan av Sankt Olavs orden (Norge)